# 菜根香素食馆
菜根香素食館（簡稱菜根香）位於廣州越秀區中山六路，是一間素菜老字號餐館，有“素食第一家”之稱。現已結束營業。

## 歷史
菜根香於1933年開業，是廣州最早的素菜餐館。店名取自梵語“心安茅屋穩，性定菜根香”之句。1938年，廣州淪陷，遂停業。1947年，佛教人士楊保洪重新營辦，改名為“居士林素菜館”，1948年再改爲“菜根香素食館”。1980年代擴建，2004年結束營業，原址現為藥房。

## 特色
由於位處兩大佛教寺廟：六榕寺和光孝寺附近，菜根香得到很多信眾和佛教人士青睞。其中，以素菜、素點為主要特色，名菜有“鼎湖上素”、“如來上素”、“六寶併盤”等。